# Eichsfelder Becken
Das Eichsfelder Becken ist eine Landschaft im südlichen Niedersachsen und mit kleinen Anteilen im nordwestlichen Thüringen in den Landkreisen Göttingen, Northeim und Eichsfeld. Der zentrale Teil der Beckenlandschaft liegt in der Region des Untereichsfeldes, mit Duderstadt nahe der Landesgrenze zu Thüringen.

## Naturräume und Lage

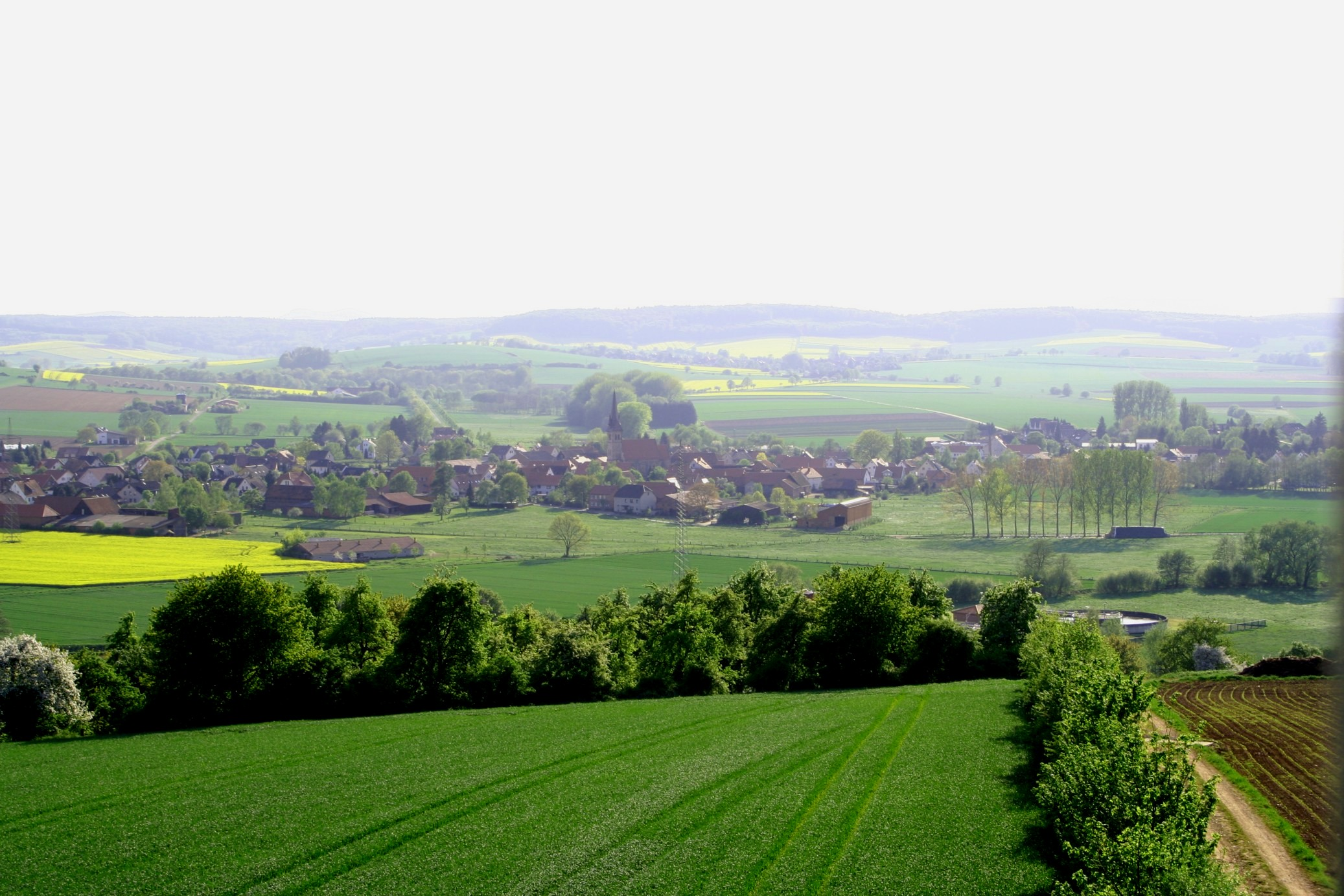
Blick über die Goldene Mark bei Westerode

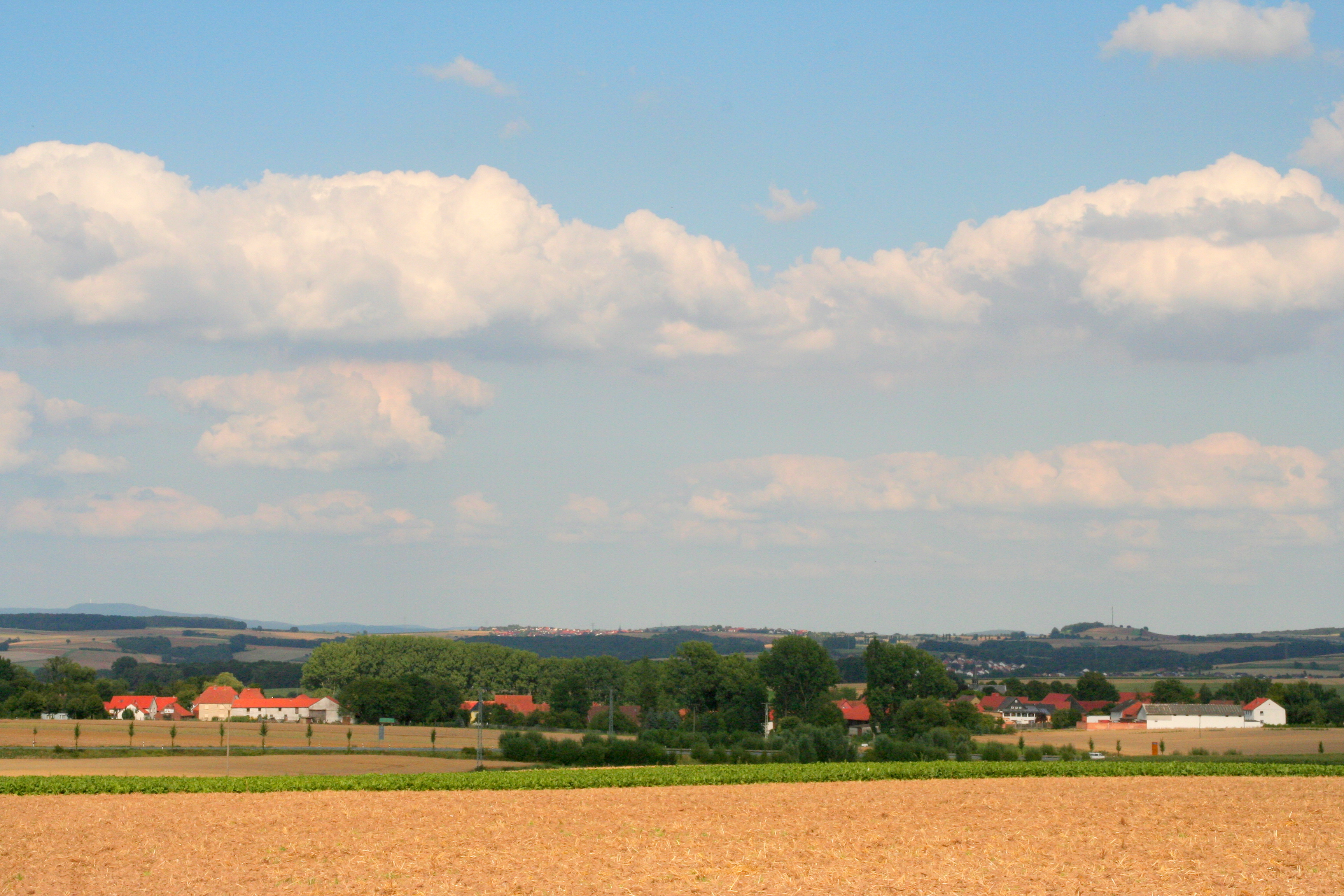
Blick über die Beckenlandschaft in Richtung der Hellberge

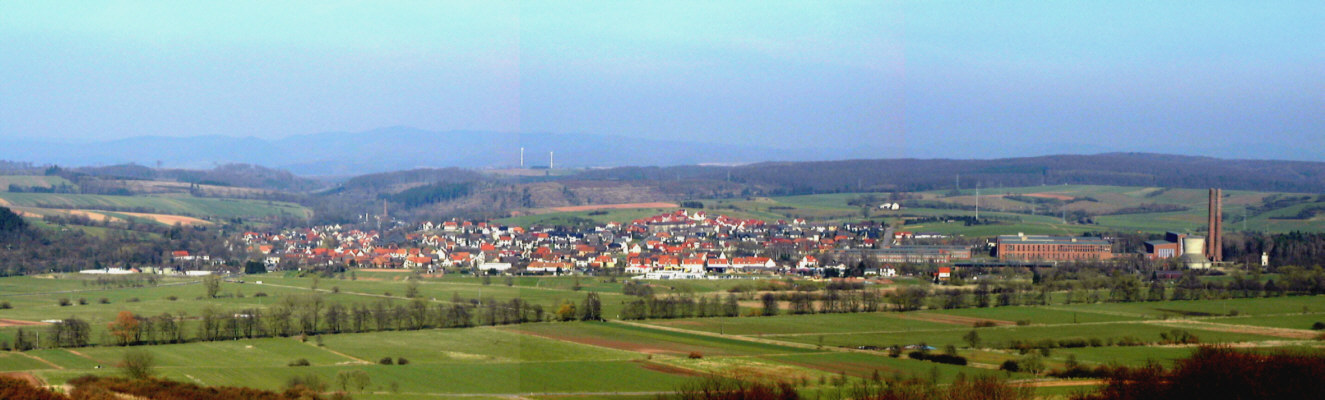
Blick über die Rhumeaue bei Rhumspringe zum Rotenberg

Nach der naturräumlichen Gliederung des Handbuchs der naturräumlichen Gliederung Deutschlands wird das Eichsfelder Becken zum Weser-Leine-Bergland gerechnet. Die Landschaft gliedert sich nach den Einzelblättern Göttingen, Halberstadt und Kassel wie folgt in:
- (zu 37 Weser-Leine-Bergland)
  - 374 Eichsfelder Becken
    - 374.0 Lindauer Becken
    - 374.1 Seeburger Becken
    - 374.2 Duderstädter Becken
    - 374.3  Duderstädter Bergland[3]
      - 374.30 Hellberge
      - 374.31 Bischofferoder Bergland
      - 374.32 Krantberg

    - 374.4 Rhume-Eller-Aue[4] (Rhume-Aue[5])
    - 374.5 Rhumebergland[6]
      - 374.50 Rotenberg
      - 374.51 Silkeroder Hügelland

Das Eichsfelder Becken im engeren Sinne umfasst die Landschaften 374.0-2 sowie den nordwestlichen Teil von 374.4 (ab Gieboldehausen).
Umgeben wird das Eichsfelder Becken vom südwestlichen Harzvorland mit Wulften am Harz im Odertal im Norden und Bad Lauterberg am Harz im Nordosten, dem Nordthüringer Hügelland im Osten, dem Ohmgebirge im Südosten, dem Unteren Eichsfeld im Südwesten und dem Göttingen-Northeimer Wald im Westen. Bis auf einige Randgebiete im Westen, Norden und östlich von Rhume und Eller gehört es zum historischen Eichsfeld.

### Teillandschaften
Das Eichsfelder Becken gliedert sich in mehrere Teillandschaften:

#### Lindauer-, Seeburger- und Duderstädter Becken
Die flachere Beckenlandschaft erstreckt sich vom Tal der Hahle im Osten und dem Zusammenfluss von Rhume und Oder bei Katlenburg-Lindau im Norden, sowie den Randerhebungen des Göttingen-Northeimer Waldes bei Ebergötzen im Westen und des Unteren Eichsfeldes und dem westlichen Ohmgebirge bei Teistungen im Süden. Der zentrale Teil dieser Landschaften wird auch Goldene Mark genannt, da sie über Böden mit hoher Fruchtbarkeit verfügen.

#### Duderstädter Bergland

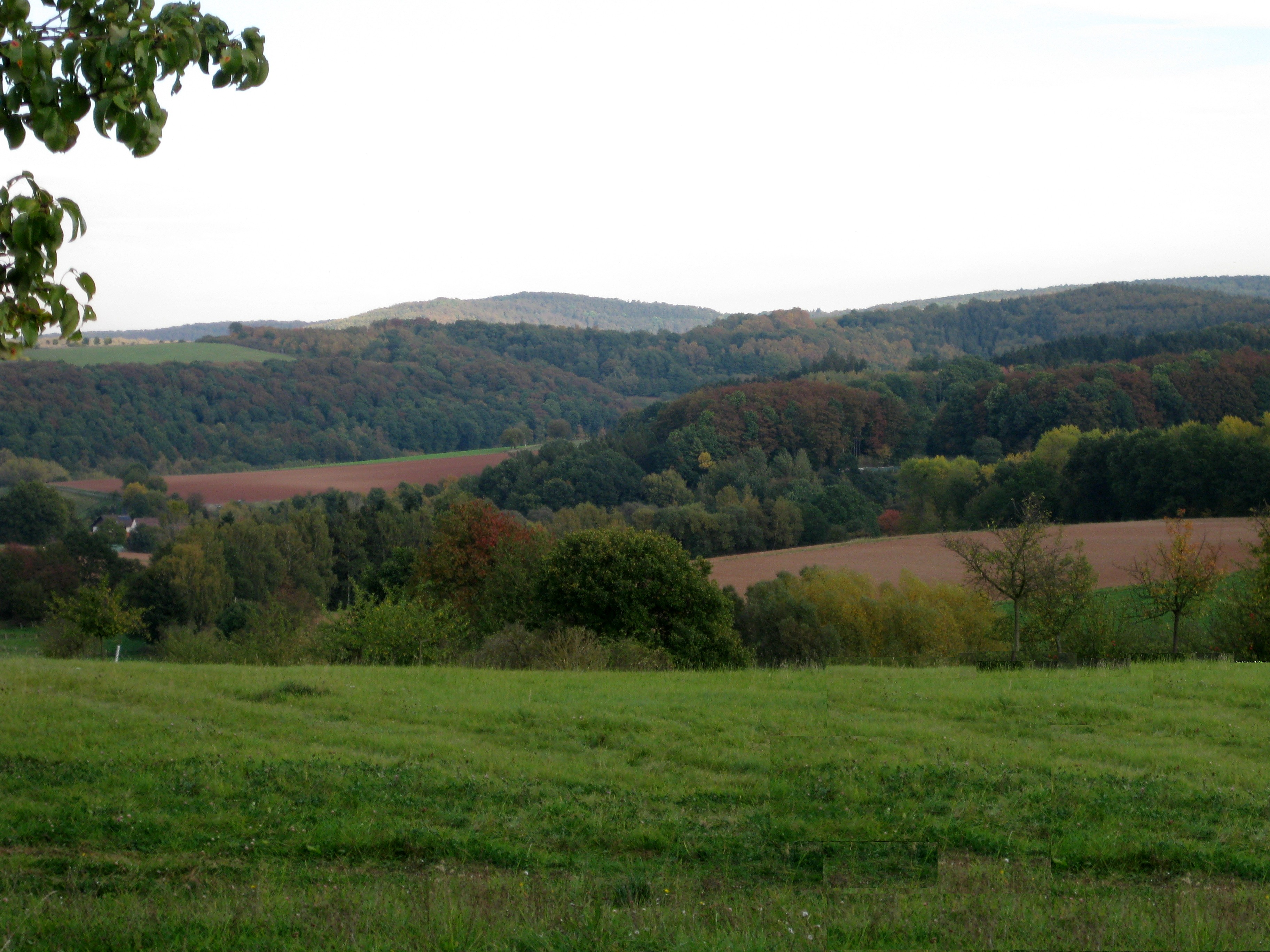
Die Berglandschaft südlich von Fuhrbach in Richtung Ohmgebirge

Die sich nach Osten an die Goldene Mark anschließende Hügellandschaft der Hellberge wird begrenzt vom Tal der Hahle im Westen, der Ortschaft Gieboldehausen im Norden, dem Tal von Rhume und Eller im Osten. Nach Südosten geht die Hügellandschaft fließend in das steilere und höhere Bischofferoder Bergland über und grenzt im Süden direkt an das Ohmgebirgsplateu. Der aus Muschelkalk bestehende Bergrücken des Krantberges ist als Teil der nördlichen Ohmgebirgs-Grabenzone bereits dem Ohmgebirge zuzurechnen.

#### Rhume-Eller-Aue
Die Rhumeaue beginnt im Tal der Eller im Bereich der Landesgrenze nach Thüringen im Südosten und verläuft nach deren Mündung in die wasserreiche Rhume bis nach Lindau im Nordwesten. Sie ist Teil des Naturschutzgebietes Rhumeaue/Ellerniederung/Gillersheimer Bachtal.

#### Rhumebergland
Das Rhumebergland besteht aus den fließend ineinander übergehenden Landschaften des Rotenberges und des Silkeroder Hügellandes.
Der Höhenzug des Rotenberges schließt sich nordöstlich  der Rhumeaue an, wird im Norden und Nordosten vom Tal der Oder begrenzt und erreicht im Südosten die Landesgrenze nach Thüringen.
Weiter in südöstliche Richtung schließt sich die Landschaft des Silkeroder Hügellandes an, das bereits dem Südharz zugerechnet wird.

## Geologie

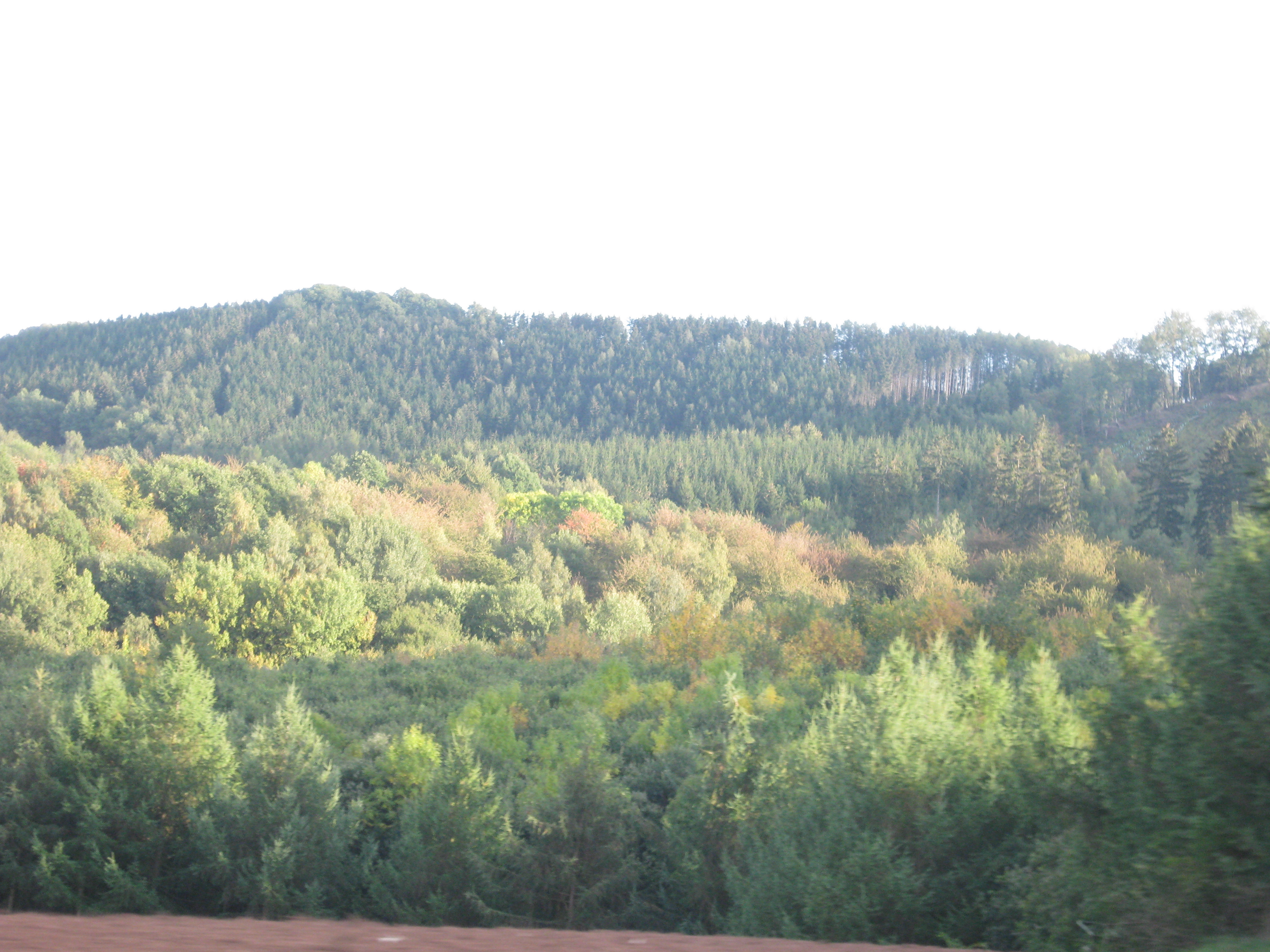
Der Steilhang zum Unteren Eichsfeld bei Berlingerode

Die geologische Grundlage besteht aus Buntsandstein mit fruchtbaren Lößböden und lehmigen Anteilen. Die Absenkung des Gebietes erfolgte durch Auslaugung der Salzlager und ist besonders im Süden an der Grenze zum Unteren Eichsfeld am sogenannten „Salzhang“ erkennbar.

## Berge
Die Höhenlage des Beckens nimmt von den westlichen, südlichen und östlichen Rändern her nach Norden ab.
In der zentralen Beckenlandschaft sind die wichtigsten Erhebungen:
- Questenberg (349,5 m), westlich von Berlingerode (nördlicher Ausläufer des Zehnsberges)
- Lindenberg (339 m), östlich von Teistungen (nördlicher Ausläufer des Ohmgebirges)
- Euzenberg (286 m), westlich von Duderstadt
- Pferdeberg (279 m), östlich von Immingerode
- Mäuseberg (261 m), nördlich von Berlingerode
- Höherberg (242 m), östlich von Bodensee
- Großer Berg (227 m), westlich von Bilshausen

In den stark gegliederten Hügellandschaft der Hellberge:
- Bundsenberg (319 m), zwischen Fuhrbach und Ecklingerode
- Wendenberg (290 m), westlich von Brochthausen
- Tettelwarte (285 m), südlich von Breitenberg
- Hüschenberg (283 m), östlich von Duderstadt
- Hellberg (259 m), östlich von Rollshausen

Das Bischofferoder Bergland einschließlich des Muschelkalkrückens:
- Krantberg (455,6 m), nördlich von Holungen
- Winkelberg (415,2 m), östlich von Jützenbach
- Großer Heuberg (389,0 m), nördlich von Bischofferode
- namenloser Berg (348,7 m), nördlich von Brehme
- Hühnerberg (349,9 m), südlich von Bischofferode

Nachfolgend die unmittelbaren Randerhebungen und Höhenzüge der angrenzenden Landschaften:
- Rotenberg: Heimkenberg (274,1 m) im Nordosten und Rotenberg (317,3 m) im Osten
- Ohmgebirge: Sonnenstein (485,6 m) und Trogberg (502,9 m) im Südosten
- Unteres Eichsfeld: Zehnsberg (412 m) im Süden, Roter Berg (406,9 m) und Rote Uferberg (360 m) im Südwesten
- Göttingen-Northeimer Wald: Hünstollen (425 m) und Langfast (360 m) im Westen

## Gewässer
Durch die Absenkung existiert im Eichsfelder Becken ein umfangreiches Gewässersystem. Die wichtigsten Flüsse sind die Eller und die wasserreiche Rhume im östlichen Teil und die Hahle mit ihren Zuflüssen im zentralen Teil. Östlich von Seeburg befindet sich einer der größten natürlichen Seen in Südniedersachsen, der Seeburger See. Mit dem Seeanger und Lutteranger werden seit etwa 30 Jahren die Feuchtgebiete im Umfeld des Seeburger Sees renaturiert.

## Klima
Im Eichsfelder Becken bestehen für den vorherrschenden Ackerbau günstige klimatische Bedingungen mit einer Durchschnittstemperatur von 14–15 °C in der Vegetationsperiode und einer Jahresniederschlagsmenge von 650 mm. In der zentralen Beckenlage um den Seeburger See betragen die Niederschläge nur noch 550–600 mm, diese Gegend zählt somit bereits zu den deutschen Trockengebieten.